# شبه فلسفه
شبه فلسفه اصطلاحی است که به یک ایده یا نظام فلسفی که مجموعه ای از استانداردهای فلسفی مورد انتظار را برآورده نمی‌کند گفته می‌شود. هیچ مجموعه ای از استانداردهای پذیرفته شده جهانی درمورد شبه فلسفه وجود ندارد، اما شباهت‌ها و برخی نقاط مشترک را می‌توان در یک شبه فلسفه یافت.

## تعریف‌ها
به گفته محققی قرن هجدهمی با نام کریستوفر هیومن شبه فلسفه دارای شش ویژگی است که ششمین آنها اعتبار ۵ مورد اول را از به چالش می‌کشد: 
1. در شبه فلسفه ترجیحی برای گمانه زنی‌های بی فایده وجود دارد
2. در شبه فلسفه فقط به اقتدار انسانی متوسل می‌شود
3. به جای عقل به سنت متوسل می‌شود
4. فلسفه را با خرافات ترکیب می‌کند
5. شبه فلسفه زبانی و نمادگرایانه، مبهم، و رمزآلود را ترجیح می‌دهد
6. شبه فلسفه غیراخلاقی است

به گفته مایکل اوکشات، شبه فلسفه «نظریه‌پردازی است که تا حدی در درون و تا حدودی خارج از یک روش استعلامی پیش می‌رود». 
جوزف پایپر خاطرنشان می‌کند که نمی‌توان یک نظام و سیستم بسته فلسفی وجود داشته باشد و هر نظام فلسفه‌ای که ادعا می‌کند «یک فرمولی کیهانی و جهانی» را کشف کرده‌است، یک شبه فلسفه است.  او از ایمانوئل کانت پیروی می‌کند. کانت فرض «والاترین اصل» را که از آن می‌توان ایدئالیسم استعلایی را توسعه داد، رد کرد و آن را شبه فلسفه و عرفان‌گرایی نامید. 
نیکلاس رشر، در کتاب «The Oxford Companion to Philosophy»، شبه فلسفه را اینگونه توصیف می‌کند: «انواعی از ژرف‌اندیشی که خود را فلسفی جلوه می‌دهند، اما نالایق، ناتوان، فاقد جدیت فکری و نشان دهنده تعهد ناکافی به دنبال حقیقت هستند».  رشر اضافه می‌کند که این اصطلاح به ویژه زمانی مناسب است که برای «کسانی که از منابع عقلی برای اثبات این ادعا استفاده می‌کنند که عقلانیت در مسائل استعلامی غیرقابل دستیابی است» به کار رود. 

## تاریخچه
اصطلاح «شبه فلسفه» ظاهراً توسط جین آستین ابداع شده‌است. 

### در فلسفه قاره ای
سوسیو اشاره می‌کند که فیلسوفان متمایل به فلسفه تحلیلی تمایل دارند که فلسفه مارتین هایدگر را به عنوان نوعی شبه فلسفه رد و نقد کنند.  به گفته کریستنسن، هایدگر خود فلسفه هوسرل را فلسفه اسکین نامیده است. 

### استفاده‌های دیگر
واژه «شبه فلسفه» در نقد بسیاری از مکتب‌ها و تفکرات فلسفی چون نازیسم، مارکسیسم، رمانتیسیسم، جزم‌اندیشی، افلاطون‌گرایی، فلسفه مدرسی، فلسفه قاره‌ای، اثبات‌گرایی، داروینیسم اجتماعی، عرفان، روان‌کاوی و … استفاده شده‌است.

## استنادات درون خطی
1. ↑  Hanegraaf 2012.
2. ↑  Nardin 2001.
3. 1 2  Pieper 2006.
4. ↑  Baur & Dahlstrom 1999.
5. 1 2  Honderich 1995.
6. ↑  Johnson & Tuite 2011.
7. ↑  Soccio 2011.
8. ↑  Christensen 2008.
9. ↑  Kolinsky & Paterson 1976, p. 79.
10. ↑  Wiener 2010, p. 76.
11. ↑  Lepenies 2009, p. 110.
12. ↑  Fletcher Luther, Neumaier & Parsons 1995, p. 70.
13. ↑  Bunge 2010, p. 260.
14. ↑  Kearney & Rainwater 1996, p. 60.
15. ↑  Baur & Dahlstrom 1999, p. 37.
16. ↑  Soccio 2011, p. 497.
17. ↑  Taylor & Kelly 2013, pp. 116–117.
18. ↑  Adler & Pouwels 2010, p. 545.
19. ↑  Clark 2013, p. 26.
20. ↑  Pigliucci & Boudry 2013, pp. 206–207, 321–340.